# Lenny Pidgeley
Lenny Pidgeley (ur. 7 lutego 1984 w Twickenham w Londynie) – angielski piłkarz występujący na pozycji bramkarza. Obecnie gra w Exeter City.

## Życiorys
Lenny Pidgeley zawodową karierę rozpoczynał w 2002 roku w Chelsea, jednak nie potrafił wywalczyć sobie tam miejsca w podstawowej jedenastce. W sezonie 2003/2004 przebywał na wypożyczeniu w zespole Watford F.C. i rozegrał tam 27 meczów. W 2005 roku na tej samej zasadzie przeszedł do Millwall. Działacze popularnych „Lwów” rok później zdecydowali się wykupić angielskiego golkipera na stałe. W Chelsea Pidgeley wystąpił tylko w dwóch spotkaniach, między słupkami Millwall pojawił się już natomiast ponad 50 razy.